# Morgan York
Morgan Elizabeth York (Burbank), 18 januari 1993) is een Amerikaans actrice, onder meer bekend van haar rollen in Cheaper by the Dozen, Cheaper by the Dozen 2 en The Pacifier.

## Biografie

### Vroege jaren
York werd geboren in Burbank in Los Angeles County (Californië) als de oudste van drie kinderen; ze heeft een zus en broer. Ze heeft in Studio City gewoond, maar verhuisde later met haar familie naar New York, waar ze tot 2000 woonde. Later streek ze neer in Sherman Oaks (Californië).
In haar vrije tijd houdt York zich bezig met het schrijven van gedichten, toneelstukken en scenario's.

### Carrière
York was op zeer jonge leeftijd al te zien in een reclame van ThermoScan Ear Thermometer, maar acteerde niet meer tot 2003, toen ze haar eerste filmrol kreeg in het succesvolle Cheaper by the Dozen. In 2004 was ze te zien in enkele afleveringen van de televisieseries The Practice en Life with Bonnie. In laatstgenoemde speelde ook Bonnie Hunt, Yorks moeder in de films van Cheaper by the Dozen.
In 2005 was ze te zien in The Pacifier, als een van de vijf kinderen die Vin Diesels personage moest beschermen, en in Cheaper by the Dozen 2. Beide films scoorden goed aan de kassa.
Sinds 2006 speelt ze in de televisieserie Hannah Montana van Disney Channel als Sarah, een meisje dat van dieren en de natuur houdt.

## Filmografie
- 2003 - The Vest - figurant
- 2003 - Cheaper by the Dozen - Kim Baker
- 2004 - The Practice: Going Home - Melissa Stewart
- 2004 - Life with Bonnie: Dare to Be Different - Christine
- 2005 - The Pacifier - Lulu Plummer
- 2005 - Cheaper by the Dozen 2 - Kim Baker
- 2006 - Hannah Montana - Sarah (2006-2010)